# Johann Josua Löner
Johann Josua Löner (auch: Löhner, Loner; * um 1535 in Oelsnitz/Vogtl.; † 17. Mai 1595 in Altenburg) war ein deutscher lutherischer Theologe.

## Leben
Geboren als Sohn des Kasper Löner und dessen Frau Magarethe, der Tochter des Bürgermeisters von Hof Konrad Feiltscher, absolvierte Löner das Gymnasium in Hof (Saale) und ging 1552 an die Universität Wittenberg, um ein Studium der Theologie zu absolvieren. Nachdem er seine Studien beendet hatte, übernahm er 1555 eine Lehrerstelle an der Domschule in Naumburg.
1558 wurde er Rektor in Thamsbrück, wurde 1561 in Leipzig als Diakon in Weißensee ordiniert und stieg dort 1565 zum Archidiakon auf. Nachdem er 1567 an der Universität Jena den akademischen Grad eines Magisters der sieben freien Künste erworben hatte, wurde er 1569 Pfarrer in Bibra, war 1571 Pfarrer in Themar und 1574 als Superintendent in Meiningen tätig.
Aufgrund der theologischen Streitigkeiten legte er sein Amt in Meiningen 1583 nieder und lebte in Ohrdruf als Privatmann. Ab 1584 wurde er als Superintendent in Arnstadt tätig. 1588 wurde er Hofprediger in Weimar und übernahm 1592 die Superintendentur in Altenburg, wo er bis zu seinem Lebensende wirkte. 1593 wurde er in Jena zum Doktor der Theologie promoviert.
Löner war ein Vertreter der lutherischen Orthodoxie und trat vor allem als Streiter gegen den Kryptocalvinismus hervor. Unter seinen theologischen Schriften ragen vor allem Predigten über Daniel und Jona hervor. Zudem sind sei Methodicae dispositiones evangeliorum dominicalium elaboratae …(Erfurt 1586) hervorzuheben.